# Johann Nopel der Jüngere
Johann Nopel der Jüngere (6 de janeiro de 1548 - 6 de junho de 1605) foi um prelado católico romano que serviu como bispo auxiliar de Colónia de 1601 a 1605.

## Biografia
Johann Nopel der Jüngere nasceu em Lippstadt a 6 de janeiro de 1548. A 10 de setembro de 1601, foi nomeado durante o papado de Clemente VIII como Bispo Auxiliar de Colónia e Bispo Titular de Cirene. No dia 10 de março de 1602 foi consagrado bispo por Coriolani Garzadoro, bispo de Ossero. Serviu como Bispo Auxiliar de Colónia até à sua morte a 6 de junho de 1605.